# Buddenahalli, Koratagere
Buddenahalli là một làng thuộc tehsil Koratagere, huyện Tumkur, bang Karnataka, Ấn Độ.